# Associazione Calcio Carpi 1989-1990
Questa pagina raccoglie le informazioni riguardanti l'Associazione Calcio Carpi nelle competizioni ufficiali della stagione 1989-1990.

## Stagione
Nella stagione 1989-1990 il Carpi ha disputato il girone A del campionato di Serie C1, piazzandosi in ottava posizione di classifica con 34 punti. Il torneo è stato vinto dal Modena con 48 punti davanti alla Lucchese con 47 punti, entrambe promosse in Serie B. In questa stagione il Carpi, dopo quattordici anni fa ritorno nel terzo livello del calcio nazionale, riformato nel 1978 in due gironi da 18 squadre. Nella città dei Pii al vertice del Carpi a Graziano Rustichelli succede Bruno Ronchi. Il Comune sistema le poltroncine della Tribuna centrale del Sandro Cabassi e di fronte a questa, erige la struttura in cemento dei Distinti. Arrivano due rinforzi di categoria, il centrocampista Maurizio Raise dal Catania, ed il portiere Oriano Boschin dal Lecce, il tecnico Ugo Tomeazzi chiede e ottiene la conferma del blocco di giocatori che ha appena ottenuto la promozione. Cambia forma e passo alla squadra, intensifica il pressing, difende con otto giocatori dietro la linea della palla. Incassa solo 21 reti, mai più di due per partita, per 17 volte esce imbattuta dal campo. Tornano i derby con il Modena dopo dieci anni, i canarini vincono il campionato e sono promossi con la Lucchese. Il Carpi chiude con l'ottavo posto. Nella Coppa Italia di Serie C la squadra carpigiana fa bella figura nel girone C, prendendosi il secondo platonico posto con 8 punti, nel raggruppamento che promuove il Mantova con 9 punti ai sedicesimi di finale.

## Rosa
| N. |                   | Ruolo | Calciatore       |
| -- | ----------------- | ----- | ---------------- |
|    | Italia (bandiera) | C     | Armando Aguzzoli |
|    | Italia (bandiera) | P     | Oriano Boschin   |
|    | Italia (bandiera) | A     | Bob Fantazzi     |
|    | Italia (bandiera) | D     | Franco Farneti   |
|    | Italia (bandiera) | P     | Valerio Fretta   |
|    | Italia (bandiera) | A     | Massimo Ginelli  |
|    | Italia (bandiera) | C     | Vito Grieco      |
|    | Italia (bandiera) | D     | Giacomo Lugli    |
|    | Italia (bandiera) | D     | Andrea Malaguti  |
|    | Italia (bandiera) | C     | Claudio Nannini  |

| N. |                   | Ruolo | Calciatore         |
| -- | ----------------- | ----- | ------------------ |
|    | Italia (bandiera) | A     | Armando Ortoli     |
|    | Italia (bandiera) | D     | Leonardo Paciscopi |
|    | Italia (bandiera) | D     | Raffaello Papone   |
|    | Italia (bandiera) | A     | Andrea Polmonari   |
|    | Italia (bandiera) | C     | Maurizio Raise     |
|    | Italia (bandiera) | D     | Andrea Ramponi     |
|    | Italia (bandiera) | C     | Paolo Sacchetti    |
|    | Italia (bandiera) | A     | Massimo Spezia     |
|    | Italia (bandiera) | C     | Alessandro Zanatta |
|    | Italia (bandiera) | D     | Stefano Zironi     |

## Risultati

### Campionato

#### Girone di andata
| Arbitro: | Bettin (Padova) |

|              |           |                               |
| Aguzzoli 11’ | Marcatori | 74’ (aut.), 81’ (aut.) Zironi |

| Arbitro: | Destro (Novi Ligure) |

|                     |           |            |
| Pistella 59’ (rig.) | Marcatori | 5’ Ginelli |

| Carpi 1º ottobre 1989 3ª giornata | Carpi               | 0 – 0 | Lucchese | Stadio Sandro Cabassi\| Arbitro: \| D'Ambrosio (Padova) \| |
| Arbitro:                          | D'Ambrosio (Padova) |       |          |                                                            |

| Mestre 8 ottobre 1989 4ª giornata | Venezia            | 0 – 0 | Carpi | Stadio Francesco Baracca\| Arbitro: \| Salerno (Acireale) \| |
| Arbitro:                          | Salerno (Acireale) |       |       |                                                              |

| Arbitro: | Arena (Ercolano) |

|           |           |             |
| Raise 50’ | Marcatori | 47’ Bonaldi |

| Mantova 22 ottobre 1989 6ª giornata | Mantova         | 0 – 0 | Carpi | Stadio Danilo Martelli\| Arbitro: \| Braschi (Prato) \| |
| Arbitro:                            | Braschi (Prato) |       |       |                                                         |

| Arbitro: | Russo (Pescara) |

|               |           |  |
| Sacchetti 84’ | Marcatori |  |

| Arbitro: | Bortoli (Schio) |

|            |           |  |
| Rovani 77’ | Marcatori |  |

| Arbitro: | Griffo (Palermo) |

|            |           |                          |
| Benini 12’ | Marcatori | 71’ Aguzzoli 89’ Ginelli |

| Arbitro: | Bernardini (Rovigo) |

|                          |           |  |
| Ramponi 62’ Aguzzoli 74’ | Marcatori |  |

| Arbitro: | D'Ambrosio (Padova) |

|              |           |  |
| Malaguti 36’ | Marcatori |  |

| Arbitro: | Marchi (Ivrea) |

|           |           |  |
| Folli 53’ | Marcatori |  |

| Carpi 10 dicembre 1989 13ª giornata | Carpi               | 0 – 0 | Arezzo | Stadio Sandro Cabassi\| Arbitro: \| G. Baldas (Trieste) \| |
| Arbitro:                            | G. Baldas (Trieste) |       |        |                                                            |

| Alessandria 17 dicembre 1989 14ª giornata | Alessandria        | 0 – 0 | Carpi | Stadio Giuseppe Moccagatta\| Arbitro: \| Curotti (Piacenza) \| |
| Arbitro:                                  | Curotti (Piacenza) |       |       |                                                                |

| Arbitro: | Forte (Marsala) |

|               |           |            |
| Sacchetti 48’ | Marcatori | 79’ Romiti |

| Arbitro: | Contente (Salerno) |

|              |           |  |
| Sacchetti 8’ | Marcatori |  |

| Arbitro: | Paterna (Teramo) |

|                                   |           |                     |
| Mariano 29’ (rig.) G. Carboni 70’ | Marcatori | 51’ (rig.) Aguzzoli |

#### Girone di ritorno
| Arbitro: | Canzonieri (Roma) |

|  |           |               |
|  | Marcatori | 68’ Polmonari |

| Carpi 4 febbraio 1990 19ª giornata | Carpi              | 0 – 0 | Carrarese | Stadio Sandro Cabassi\| Arbitro: \| Bolognino (Milano) \| |
| Arbitro:                           | Bolognino (Milano) |       |           |                                                           |

| Arbitro: | Brignoccoli (Ancona) |

|                       |           |  |
| Pascucci 32’ Paci 39’ | Marcatori |  |

| Arbitro: | Tommasi (Crema) |

|            |           |  |
| Spezia 55’ | Marcatori |  |

| Arbitro: | Bernardini (Rovigo) |

|                   |           |  |
| Papone 92’ (aut.) | Marcatori |  |

| Carpi 11 marzo 1990 23ª giornata | Carpi               | 0 – 0 | Mantova | Stadio Sandro Cabassi\| Arbitro: \| Franceschini (Bari) \| |
| Arbitro:                         | Franceschini (Bari) |       |         |                                                            |

| Arbitro: | Colbertaldo (Bassano del Grappa) |

|             |           |  |
| Guiotto 52’ | Marcatori |  |

| Carpi 25 marzo 1990 25ª giornata | Carpi           | 0 – 0 | Trento | Stadio Sandro Cabassi\| Arbitro: \| Forte (Marsala) \| |
| Arbitro:                         | Forte (Marsala) |       |        |                                                        |

| Arbitro: | Destro (Novi Ligure) |

|                                 |           |           |
| Spezia 2’ Ramponi 13’ Raise 63’ | Marcatori | 71’ Marta |

| Empoli 8 aprile 1990 27ª giornata | Empoli                  | 0 – 0 | Carpi | Stadio Carlo Castellani\| Arbitro: \| Introvigne (Conegliano) \| |
| Arbitro:                          | Introvigne (Conegliano) |       |       |                                                                  |

| Arbitro: | Pacifici (Roma) |

|                            |           |                     |
| Tintisona 3’ Francioso 35’ | Marcatori | 21’ (rig.) Aguzzoli |

| Arbitro: | Pellegrino (Barcellona Pozzo di Gotto) |

|                     |           |  |
| Aguzzoli 11’ (rig.) | Marcatori |  |

| Arbitro: | Bettin (Padova) |

|           |           |            |
| Brogi 13’ | Marcatori | 75’ Spezia |

| Carpi 13 maggio 1990 31ª giornata | Carpi                | 0 – 0 | Alessandria | Stadio Sandro Cabassi\| Arbitro: \| Rossignoli (Firenze) \| |
| Arbitro:                          | Rossignoli (Firenze) |       |             |                                                             |

| Arbitro: | Misticoni (Ascoli Piceno) |

|               |           |               |
| O. Tacchi 62’ | Marcatori | 40’ Polmonari |

| La Spezia 27 maggio 1990 33ª giornata | Spezia            | 0 – 0 | Carpi | Stadio Alberto Picco\| Arbitro: \| D'Agostini (Roma) \| |
| Arbitro:                              | D'Agostini (Roma) |       |       |                                                         |

| Arbitro: | Bonfrisco (Monza) |

|            |           |                         |
| Ortoli 85’ | Marcatori | 43’ Pani 72’ G. Carboni |

### Coppa Italia

#### Girone C
| Arbitro: | Bettin (Padova) |

|           |           |                        |
| Strada 3’ | Marcatori | 1’ Malaguti 84’ Ortoli |

| Arbitro: | Puggina (Rovigo) |

|                   |           |  |
| Aguzzoli 61’, 90’ | Marcatori |  |

| Orzinuovi 30 agosto 1989 3ª giornata | Orceana        | 0 – 0 | Carpi | Stadio Comunale\| Arbitro: \| Rossi (Rovigo) \| |
| Arbitro:                             | Rossi (Rovigo) |       |       |                                                 |

| Arbitro: | Capovilla (Verona) |

|  |           |                  |
|  | Marcatori | 42’ (aut.) Raise |

| Arbitro: | Colbertaldo (Bassano del Grappa) |

|            |           |               |
| Zenari 63’ | Marcatori | 11’ Polmonari |

| Arbitro: | Bortoli (Schio) |

|                |           |  |
| Sacchhetti 63’ | Marcatori |  |